# المعربية (ردمان)

تعديل مصدري - تعديل

المعربية هي إحدى قرى عزلة فاقع ال عوض بمديرية ردمان التابعة لمحافظة البيضاء، بلغ تعداد سكانها 248 نسمة حسب تعداد اليمن لعام 2004.